# الانشقاق الثلم

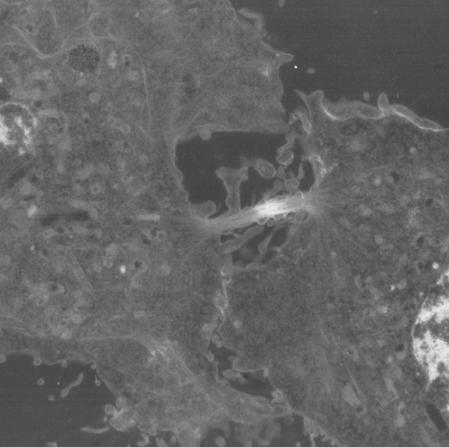

في علم بيولوجيا الخلية، الانشقاق الثلم «ثنية الانقسام» أو ما يمكننا تسميته (ظاهرة التخصّر) هي المسافة من سطح الخلية التي يبدأ عندها انقسام الخلية لخليتين متماثلين، ويخضع لهذا النوع من الانشقاق الخلايا الحيوانية وبعض الخلايا الطحلبية.
تعرف آخر مرحلة في الانقسام بالانقسام السيتوبلازمي أي انقسام الغشاء البلازمي النهائي في عملية انقسام الخلايا. إن البروتينات المسؤولة عن بدء عملية التخصّر هي الأكتين والميوسين وتخلق حلقة تسمى «حلقة الأكتوميوسين» بالإضافة إلى بروتينات هيكلية أخرى تشارك في هذه العملية.

## آلية العمل
لا تقوم الخلايا النباتية بإجراء عملية الانقسام السيتوبلازمي بنفس طريقة الخلايا الحيوانية، لكن الإجرائين ليسا مختلفين تماماً، ففي الخلايا الحيوانية تتقلص حلقة الأكتوميوسين داخل المنطقة الاستوائية من غشاء الخلية الذي يضيق ليشكل الانشقاق (التخصّر).
أما في الخلايا النباتية، تشكل إفرازات حويصلة غولجي لوحاً خلوياً أو حاجزاً على المستوى الاستوائي لجدار الخلية يقوم بفصل الخلية لخليتين نباتيتين متماثليتين دون حدوث تخصّر بسبب وجود جدار خلوي محيط بالخلايا النباتية وعدم وجوده في الخلايا الحيوانية.

## دورة حياة الخلية
تمر الخلية خلال دورة حياتها بعدة مراحل، وتبدأ من الطور البيني، الذي يتم فيه نسخ DNA وإنتاج جميع البروتينات التي تحتاجها الخلية لتستعد لدخولها مرحلة الانقسام المتساوي.
مرحلة الانقسام المتساوي تتضمن أربعة اطوار: الطور البدائي، الطور الاستوائي، الطور الانفصالي والطور النهائي.
الطور البدائي هو المرحلة الأولية الذي تختفي فيه النوية ويختفي معها الغلاف النووي ويبدأ كروماتين الخلية بالالتفاف، كما تظهر خلالها الخيوط المغزلية التي تعمل على تحريك الكروموسومات نحو الاقطاب المتعاكسة. يأتي بعدها الطور الاستوائي الذي تصطف فيه الكروموسومات في وسط الخلية على طول خط الاستواء لهذا سمّي بالطور الاستوائي، ليتشكل أخدود الانشقاق الثلم (التخصّر) عن طريق حلقة من خيوط الاكتين تسمى الحلقة المتقلصة والتي تظهر خلال المرحلة المبكرة من الطور الانفصالي. وفي الطور الانفصالي يتم الانشقاق بواسطة هذه الخيوط بحيث انه خلال الانقسام تنقبض الحلقة المتقلصة لتقوم بفصل الكروماتيدان الشقيقان المكونان للكروموسوم الواحد عن بعضها البعض وتلتف الخيوط حول السيتوبلازم حتى يتم وضع السيتوبلازم في خليتين ابنتين جديدتين. وفي الطور النهائي وبعد تشكّل التخصّر بفعل الخيوط المغزلية، ستنقسم الخلية إلى خليتين متماثلتين وتعود النوية لتظهر من جديد مع الغلاف النووي وتختفي بدورها الخيوط المغزلية بعد انتهاء عملها في انقسام الخلية.